# Friend zone
Trong văn hóa đại chúng, "friend zone" chỉ tình huống một người đang trong quan hệ tình bạn mong muốn tiến tới một mối quan hệ yêu đương lãng mạn hoặc gần gũi về thân thể với người khác nhưng người đó lại không muốn thế.